# Гартфорд (Мічиган)
Гартфорд (англ. Hartford) — місто (англ. city) в США, в окрузі Ван-Б'юрен штату Мічиган. Населення — 2515 осіб (2020).

## Географія
Гартфорд розташований за координатами 42°12′18″ пн. ш. 86°9′58″ зх. д. / 42.20500° пн. ш. 86.16611° зх. д. (42.204959, -86.166122).  За даними Бюро перепису населення США в 2010 році місто мало площу 3,45 км², з яких 3,44 км² — суходіл та 0,01 км² — водойми.

## Демографія
Згідно з переписом 2010 року, у місті мешкало 2688 осіб у 899 домогосподарствах у складі 644 родин. Густота населення становила 778 осіб/км².  Було 1002 помешкання (290/км²).
Расовий склад населення:
| - 71,9 % — білих - 2,8 % — корінних американців - 1,6 % — чорних або афроамериканців - 0,5 % — азіатів - 18,7 % — осіб інших рас |

До двох чи більше рас належало 4,5 %. Частка іспаномовних становила 29,5 % від усіх жителів.
За віковим діапазоном населення розподілялося таким чином: 32,0 % — особи молодші 18 років, 58,0 % — особи у віці 18—64 років, 10,0 % — особи у віці 65 років та старші. Медіана віку мешканця становила 31,3 року. На 100 осіб жіночої статі у місті припадало 96,9 чоловіків;  на 100 жінок у віці від 18 років та старших — 97,1 чоловіків також старших 18 років.
Середній дохід на одне домашнє господарство  становив 40 009 доларів США (медіана — 33 608), а середній дохід на одну сім'ю — 46 484 долари (медіана — 38 333). За межею бідності перебувало 28,4 % осіб, у тому числі 39,1 % дітей у віці до 18 років та 18,2 % осіб у віці 65 років та старших.
Цивільне працевлаштоване населення становило 966 осіб. Основні галузі зайнятості: виробництво — 22,0 %, освіта, охорона здоров'я та соціальна допомога — 15,3 %, мистецтво, розваги та відпочинок — 15,0 %.